# Wuestneia karwarrae
Wuestneia karwarrae är en svampart som först beskrevs av B. Sutton & Pascoe, och fick sitt nu gällande namn av Z.Q. Yuan 1997. Wuestneia karwarrae ingår i släktet Wuestneia, ordningen Diaporthales, klassen Sordariomycetes, divisionen sporsäcksvampar och riket svampar.   Inga underarter finns listade i Catalogue of Life.